# Limnephilus alberta
Limnephilus alberta is een schietmot uit de familie Limnephilidae. De soort komt voor in het Nearctisch gebied.